# Wahlhausen (Thuringe)
Pour l’article homonyme, voir Wahlhausen (Luxembourg).
Wahlhausen est une commune allemande située dans l'arrondissement d'Eichsfeld en Thuringe.

## Géographie

Situation de Wahlhausen dans l'arrondissement

Wahlhausen est située dans le sud-ouest de l'arrondissement, à la limite avec l'arrondissement de Werra-Meissner en Hesse sur la rive droite de la Werra. La ville fait partie de la Communauté d'administration de Hanstein-Rusteberg et se trouve à 17 km au sud-ouest de Heilbad Heiligenstadt.

## Histoire
La première mention écrite du village de Wahlhausen date de 1243 sous le nom de Waldesa.
Wahlhausen a appartenu à l'Électorat de Mayence jusqu'en 1802 et à son incorporation à la province de Saxe dans le royaume de Prusse.
Le village fut inclus dans la zone d'occupation soviétique après la Seconde Guerre mondiale avant de rejoindre le district d'Erfurt en RDA jusqu'en 1990. Wahlhausen était située à la frontière avec l'Allemagne de l'Ouest.

## Démographie
| 1910 | 1933 | 1939 | 1997 | 2000 | 2004 | 2010 |
| ---- | ---- | ---- | ---- | ---- | ---- | ---- |
| 309  | 347  | 329  | 369  | 256  | 343  | 347  |